# دميترو ياروش
دميترو أناتوليوفيتش ياروش (بالأوكرانية:Дмитро Анатолійович Ярош) من مواليد 30 سبتمبر 1971) هو نائب أوكراني في البرلمان، ناشط، وسياسي، والقائد الرئيسي للفيلق الأوكراني المتطوع. وهو المؤسس والزعيم السابق لمنظمة القطاع الأيمن اليمينية المتطرفة. في أواخر عام 2015 انسحب من القطاع الأيمن. في فبراير 2016 بدأ منظمة جديدة تسمى مبادرة حكومية من ياروش (ديا)
في الانتخابات الرئاسية الأوكرانية في 25 مايو 2014 حصل على 127,772 صوتاً (0.7٪ من المجموع). تم انتخابه للبرلمان الأوكراني خلال انتخابات 26 أكتوبر 2014 عن دائرة واحدة في دائرة دنيبروبتروفسك أوبلاست بفوز 29.76٪ من الأصوات.
وفي 25 يوليو 2015، وضع الإنتربول ياروش ضمن قائمة بأسماء المطلوبين الدوليين بناء على طلب السلطات الروسية. منذ 2 يناير 2016 لم يعد الطلب مدرجاً على موقع الإنتربول.